# U-20 (1936)
| U-20                       | U-20                                               | U-20                                               |
| -------------------------- | -------------------------------------------------- | -------------------------------------------------- |
|                            |                                                    |                                                    |
|                            |                                                    |                                                    |
|                            |                                                    |                                                    |
| Під прапором               | Третій рейх                                        | Третій рейх                                        |
| Порт приписки              | Кіль Вільгельмсгафен Констанца                     | Кіль Вільгельмсгафен Констанца                     |
| Спуск на воду              | 14 січня 1936                                      | 14 січня 1936                                      |
| Виведений зі складу флоту  | 11 вересня 1944                                    | 11 вересня 1944                                    |
| Сучасний статус            | затоплений                                         | затоплений                                         |
| Проєкт                     |                                                    |                                                    |
| Тип ПЧ                     | Малий ДПЧ                                          | Малий ДПЧ                                          |
| Основні характеристики     |                                                    |                                                    |
| Швидкість (надводна)       | 13 вузлів                                          | 13 вузлів                                          |
| Швидкість (підводна)       | 7 вузлів                                           | 7 вузлів                                           |
| Гранична глибина занурення | 150 м                                              | 150 м                                              |
| Екіпаж                     | 25 осіб                                            | 25 осіб                                            |
| Розміри                    |                                                    |                                                    |
| Довжина найбільша (по КВЛ) | 42,7 м                                             | 42,7 м                                             |
| Ширина корпусу найб.       | 4,08 м                                             | 4,08 м                                             |
| Висота                     | 8,6 м                                              | 8,6 м                                              |
| Середня осадка (по КВЛ)    | 3,90 м                                             | 3,90 м                                             |
| Водотоннажність надводна   | 279 т                                              | 279 т                                              |
| Озброєння                  |                                                    |                                                    |
| Артилерія                  | 1 × 2 cm/65 C/30 (1000 снарядів)                   | 1 × 2 cm/65 C/30 (1000 снарядів)                   |
| Торпедно- мінне озброєння  | 3 TA 5 торпед або 18 мін (за іншими даними ТМА 12) | 3 TA 5 торпед або 18 мін (за іншими даними ТМА 12) |

U-20 — малий німецький підводний човен типу II-B для прибережних вод, часів Другої світової війни. Заводський номер 550.
Введений у стрій 1 лютого 1936 року. Був зарахований в 3-ю флотилію. З 1 січня 1940 року був приписаний до 1-ї флотилії. Згодом переданий у навчальну флотилію. Перевезений в Констанцу і 1 жовтня 1942 року увійшов до складу чорноморської 30-ї флотилії. Здійснив 17 бойових походів, з них 8 — на Чорному морі, потопив 14 суден (37 669 брт), пошкодив 1 судно (844 брт), яке не відновлювалося, і пошкодив ще 1 судно (1846 брт). Затоплений 11 вересня 1944 року власним екіпажем біля берегів Туреччини, в районі з координатами 41°10′ пн. ш. 31°47′ сх. д. / 41.167° пн. ш. 31.783° сх. д..
3 лютого 2008 року газета «Телеграф» повідомила, що турецький морський інженер Сельчук Колай виявив U-20 на глибині 24 метри біля узбережжя турецького міста Зонгулдак.

## Командири
- Капітан-лейтенант Ганс Екерманн (1 лютого 1936 — 30 вересня 1937)
- Капітан-лейтенант Карл-Гайнц Меле (1 жовтня 1937 — 17 січня 1940)
- Капітан-лейтенант Гарро фон Клот-Гейденфельдт (17 січня — 15 квітня 1940)
- Оберлейтенант-цур-зее Генріх Дріфер (2—15 квітня 1940)
- Оберлейтенант-цур-зее Ганс-Юрген Цече (16 квітня — 7 червня 1940)
- Оберлейтенант-цур-зее Оттокар Паульссен (8 червня 1940 — 5 січня 1941)
- Капітан-лейтенант Герберт Шауенбург (6 січня — 19 травня 1941)
- Оберлейтенант-цур-зее Вольфганг Штретер (20 травня — 4 грудня 1941)
- Оберлейтенант-цур-зее Курт Нельке (5 грудня 1941 — 27 березня 1942)
- Оберлейтенант-цур-зее Клеменс Шелер (7 травня — 26 вересня 1942, 27 травня — 31 жовтня 1943)
- Оберлейтенант-цур-зее Карл Графен (1 листопада 1943 — 10 вересня 1944)

## Потоплені та пошкоджені судна
| Дата              | Тип судна             | Назва судна   | Тоннаж | Статус     | Належність         | Примітка            | Вантаж                | Координати                                                  |
| ----------------- | --------------------- | ------------- | ------ | ---------- | ------------------ | ------------------- | --------------------- | ----------------------------------------------------------- |
| 29 листопада 1939 | вантажне судно        | Ionian        | 3 114  | потоплено  | Велика Британія    | підірвалось на міні | генеральний вантаж    | 52°45′ пн. ш. 1°56′ сх. д. / 52.750° пн. ш. 1.933° сх. д.   |
| 9 грудня 1939     | вантажне судно        | Magnus        | 1 339  | потоплено  | Данія              |                     | в баласті             | 57°48′ пн. ш. 0°35′ зх. д. / 57.800° пн. ш. 0.583° зх. д.   |
| 10 грудня 1939    | вантажне судно        | Føina         | 1 674  | потоплено  | Норвегія           |                     | в баласті             | AN 4444                                                     |
| 10 грудня 1939    | вантажне судно        | Willowpool    | 4 815  | потоплено  | Велика Британія    | підірвалось на міні | 7 850 т залізної руди | 52°53′ пн. ш. 1°51′ сх. д. / 52.883° пн. ш. 1.850° сх. д.   |
| 13 січня 1940     | вантажне судно        | Sylvia        | 1 524  | потоплено  | Швеція             |                     | генеральний вантаж    | 58°45′ пн. ш. 1°12′ зх. д. / 58.750° пн. ш. 1.200° зх. д.   |
| 27 січня 1940     | вантажне судно        | England       | 2 319  | потоплено  | Данія              |                     | в баласті             | 58°25′ пн. ш. 1°53′ зх. д. / 58.417° пн. ш. 1.883° зх. д.   |
| 27 січня 1940     | вантажне судно        | Faro          | 844    | потоплено  | Норвегія           |                     | в баласті             | 58°55′ пн. ш. 2°46′ зх. д. / 58.917° пн. ш. 2.767° зх. д.   |
| 27 січня 1940     | вантажне судно        | Fredensborg   | 2 094  | потоплено  | Данія              |                     | в баласті             | 58°25′ пн. ш. 1°53′ зх. д. / 58.417° пн. ш. 1.883° зх. д.   |
| 27 січня 1940     | вантажне судно        | Hosanger      | 1 591  | потоплено  | Норвегія           |                     | в баласті             | 58°25′ пн. ш. 1°53′ зх. д. / 58.417° пн. ш. 1.883° зх. д.   |
| 29 лютого 1940    | вантажне судно        | Maria Rosa    | 4 211  | потоплено  | Королівство Італія |                     | в баласті             | 52°24′ пн. ш. 1°59′ сх. д. / 52.400° пн. ш. 1.983° сх. д.   |
| 1 березня 1940    | вантажне судно        | Mirella       | 5 340  | потоплено  | Королівство Італія |                     | 6 900 т вугілля       | 52°24′ пн. ш. 2°02′ сх. д. / 52.400° пн. ш. 2.033° сх. д.   |
| 29 листопада 1943 | вантажне судно        | Передовик     | 1 846  | пошкоджено | СРСР               |                     |                       | CL 9529                                                     |
| 19 січня 1944     | танкер                | Вайан-Кутюрьє | 7 602  | потоплено  | СРСР               |                     | бензин та мазут       | 42°21′ пн. ш. 41°31′ сх. д. / 42.350° пн. ш. 41.517° сх. д. |
| 27 квітня 1944    | баржа                 | Ріон          | 187    | потоплено  | СРСР               | підірвалась на міні |                       | 42°11′ пн. ш. 41°38′ сх. д. / 42.183° пн. ш. 41.633° сх. д. |
| 2 вересня 1944    | пасажирський корабель | Пестель       | 1 850  | потоплено  | СРСР               |                     |                       | 41°03′ пн. ш. 39°42′ сх. д. / 41.050° пн. ш. 39.700° сх. д. |
| 24 червня 1944    | десантне судно        | ДБ-26         | 9      | потоплено  | СРСР               |                     |                       | 43°17′ пн. ш. 40°14′ сх. д. / 43.283° пн. ш. 40.233° сх. д. |